# Липовец при Костелу
Липовец при Костелу (словен. Lipovec pri Kostelu) је насељено место у општини Костел, регија Југоисточна Словенија, Словенија.

## Историја
До територијалне реорганизације у Словенији био је у саставу старе општине Кочевје.

## Становништво
У попису становништва из 2011. године, Липовец при Костелу је имао 2 становника.
| Број становника према пописима | Број становника према пописима | Број становника према пописима |
| ------------------------------ | ------------------------------ | ------------------------------ |
| 1991                           | 2002                           | 2011                           |
| 0                              | З                              | 2                              |

Напомена: До 1955. исказивано под именом Липовец.
- Ознака З представља заштићене податке